# Староальметьевское сельское поселение
Староальметьевское се́льское поселе́ние — муниципальное образование в Нурлатском районе Татарстана Российской Федерации.
Административный центр — село Старое Альметьево.

## История
Статус и границы сельского поселения установлены Законом Республики Татарстан от 31 января 2005 года № 32-ЗРТ «Об установлении границ территорий и статусе муниципального образования "Нурлатский муниципальный район" и муниципальных образований в его составе».

## Население
| 2010 | 2011 | 2012 | 2013 | 2014 | 2015 | 2016 |
| ---- | ---- | ---- | ---- | ---- | ---- | ---- |
| 722  | ↘719 | ↘683 | ↘674 | ↘658 | ↘649 | ↘637 |
| 2017 | 2018 |      |      |      |      |      |
| ↘616 | ↘596 |      |      |      |      |      |

## Состав сельского поселения
| № | Населённый пункт         | Тип населённого пункта       | Население |
| - | ------------------------ | ---------------------------- | --------- |
| 1 | Новое Альметьево         | деревня                      |           |
| 2 | Посёлок имени Нариманова | посёлок                      |           |
| 3 | Старое Альметьево        | село, административный центр |           |